# Lateralus (песен)
Lateralus е песен на американската рок група Tool. Песента е третият сингъл от третия албум със същото име на албума – Lateralus.

## Преглед
Песента е известна заради уникалните си тактове и текстови мотиви. Тактовете на припевите на песента се променят от 9/8 на 8/8 на 7/8. Барабанистът на групата – Дани Кери казва, че песента първоначално се е казвала 9-8-7 заради тактовете си. После името се променило на 987, което се оказало 17-ото число от редицата на Фибоначи (като се започне броенето от 0, а след това 1,1,2).  Текста на куплетите също са подредени така, че сумата от броя на сричките в отделен ред образува нарастваща и намаляваща редица на Фибоначи, която е 1,1,2,3,5,8. За пример може да се ползват първите редове от текста: Black. Then. White are. All I see. In my infancy. Red and Yellow then came to be. Reaching out to me. Lets me see.

## Интерпретация
В интервю от 2001 г., вокалистът Мейнърд Джеймс Кийнън коментира част от текста на песента, споменавайки цветовете черно, бяло, червено и жълто: „Използвах прототипите от историите на северноамериканското местно население и тематиката на цветовете, които се появяват отново и отново във фолклорните им приказки, предаващи се през поколенията. Черното, бялото, червеното и жълтото имат голяма роля при историите за сътворението при северноамериканското местно население“.
Песента също може да бъде за реда на цветовете виждани от хората под влиянието на ЛСД. Алекс Грей (ходжникът зад обложката на Lateralus) казва, че когато затвори очите си под влиянието на ЛСД вижда черна и бяла спирала, а след като пробва още няколко пъти тя се превърнала в червана и жълта спирала.
Редът As below so above and beyond, I imagine е цитат от един от седемте афоризма на религията Сумум, а също така е и директна препратка към херметицизма и емералдовата плочка (известна от алхимията).
Интересно е да се спомене, че в алхимията „Великият Труд“ започва с нигредо (черно), преминава към албедо (бяло), преминава към цитринитас (жълто) и накрая към рубедо (червено).

## Математическо значение
Изключвайки паузите, сричките в първия куплет образуват редица на Фибоначи 
(1) Black,
(1) then,
(2) white are,
(3) all I see,
(5) in my in·fan·cy,
(8) red and yel·low then came to be,
(5) rea·ching out to me,
(3) lets me see.
(2) There is,
(1) so,
(1) much,
(2) more and
(3) beck·ons me,
(5) to look through to these,
(8) in·fi·nite pos·si·bil·i·ties.
(13) As be·low so a·bove and be·yond I im·ag·ine,
(8) drawn out·side the lines of rea·son.
(5) Push the en·ve·lope.
(3) Watch it bend.
Редицата на фибоначи споделя връзка със златното сечение и по-точно златната спирала, която може да има връзка със спиралата спомената няколко пъти в текста. Всъщност дължината на поредните срички сама по себе си прави спираловидно движение навън и навътре образувайки също редица на Фибоначи: ‎1, 1, 2, 3, 5, 8, 5, 3, 2, 1, 1, 2, 3, 5, 8, 13, 8, 5, 3.
Комбинация от тези връзки може да се види в реда to swing on the spiral of our divinity, като златното сечение често се нарича и божествената пропорция.